# Astragalus beketowii
Astragalus beketowii là một loài thực vật có hoa trong họ Đậu. Loài này được (Krasn.) B.Fedtsch. miêu tả khoa học đầu tiên.